# El mar
El mar (The Sea) es una novela de 2009 del escritor irlandés John Banville. 
La obra cuenta la historia del envejecido historiador de arte Max Morden. Después de que su esposa Anna muere de cáncer, regresa a la ciudad costera irlandesa de su infancia donde solía pasar sus vacaciones de verano. Allí intenta procesar recuerdos positivos, como la primera experiencia de amor y erotismo, pero también hechos traumáticos, describiendo sus recuerdos en un lenguaje vívido, obsesionado por el detalle y narcisista.
John Banville crea una atmósfera  densa para los distintos niveles de tiempo, que se difuminan una y otra vez en el monólogo del protagonista. Desdibuja los límites entre los recuerdos reales y las fantasías y entre el consciente y el inconsciente. El estado de ánimo melancólico se ve reforzado por la atmósfera poética, sombría, y al mismo tiempo fascinante del mar.
La obra recibió el premio Man Booker de 2005 y el Irish Book Award de 2006. La novela es un "estudio magistral del dolor, la memoria y el amor", dijo el presidente del jurado de Booker, Prof. John Sutherland.

## Trama
El historiador de arte Max Morden, el narrador en primera persona de la novela, perdió a su esposa Anna por cáncer hace un año. En su creciente desesperación, regresa al balneario de Ballyless, donde también sufrió una pérdida traumática cuando era niño. Cuando era un niño de unos diez años, había pasado allí sus vacaciones con sus padres, que estaban pelándose. Allí conoció a la rica familia Grace, quienes para él encarnó todos sus sueños eróticos y sociales, apareciendo ante él como antiguos dioses en el Olimpo social. Los dos hijos de Grace, los gemelos Myles y Chloe, se convirtieron en sus compañeros de juegos.
Si bien las fantasías eróticas del pequeño Max se dirigen primero hacia su madre, finalmente se enamora de Chloe, que tiene la misma edad, e intercambia besos con ella en la oscuridad del cine. Chloe y su hermano mudo Myles siempre siguen siendo un misterio para Max. Después de que Chloe le permite a Max un primer contacto sexual en una casa de playa y es sorprendida por la ama de llaves Rose, Chloe y Myles caminan sin decir palabra hacia el agua, nadan muy lejos y finalmente se ahogan. El primer intento de Max de escapar de su familia falla. Poco después de la catástrofe, su padre deja a la familia para siempre y el niño crece en un ambiente pobre y con su madre frustrada.
El segundo nivel narrativo describe la historia del matrimonio de Max y Anna. Como hija de un padre que tenía medios dudosos para hacer dinero, que murió poco después de la boda, Anna le hizo posible a Max el llevar la vida de una estudioso privado. El matrimonio en gran parte armonioso de los dos se ve interrumpido por el diagnóstico de cáncer comunicado por el  Dr.Todd. Habiendo perdido toda seguridad, la vida de Max está llena de dudas destructivas.
Un año después de la muerte de Anna, Max decide quedarse mucho tiempo en una pensión en Ballyless, el centro turístico de su infancia. La posada resulta ser la antigua casa de vacaciones de la familia Grace, dirigida por su ama de llaves en ese momento, Rose. En paseos y reflexiones solitarias, Max pierde cada vez más el contacto con la realidad. Los sueños, el inconsciente y las experiencias presentes se mezclan cada vez más. Max finalmente comienza a beber en exceso hasta que se derrumba.

## Temas

### Amor e impermanencia

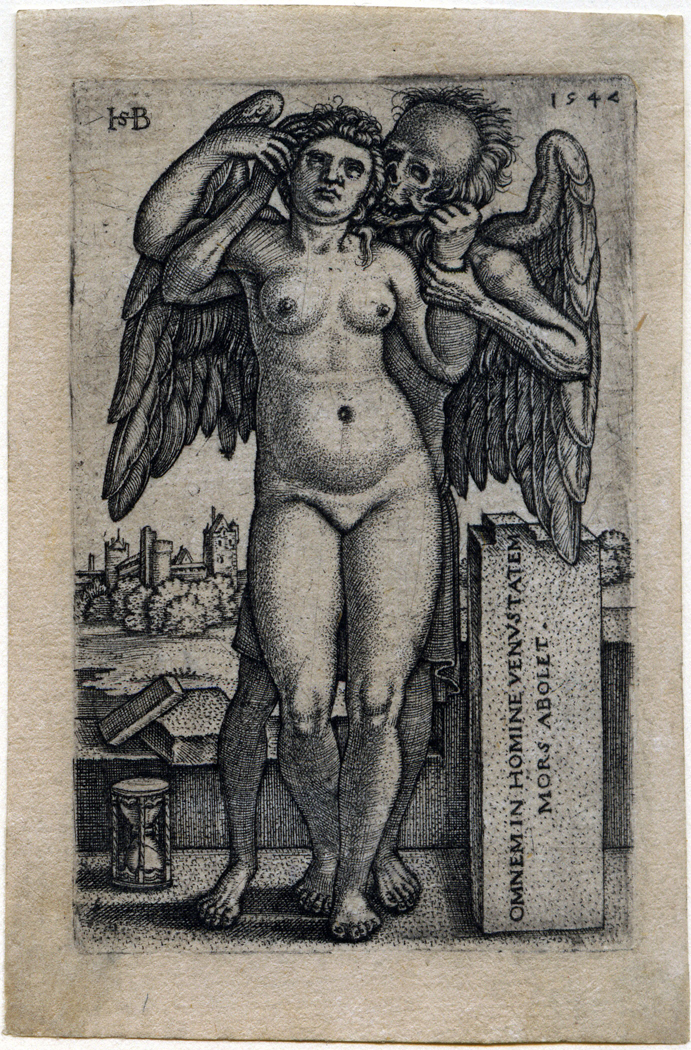
Beham, Sebald, La muerte y la mujer desnuda de pie

Además del dolor y el amor, John Banville sitúa el tema de la "fugacidad" en el centro de la novela.

Mi novela trata de lo rápido que el presente se convierte en pasado, y también trata de cuánto poder tiene el pasado sobre nuestras vidas. Cualquiera que reflexione sobre el pasado rápidamente se da cuenta de que, a nivel onírico, tiene mucho más peso que el presente.
John Banville

Según Banville, el héroe de la novela, Max Morden, viaja al lugar de vacaciones de su infancia para encontrar algo de alivio en el dolor de su difunta esposa. El intento de revivir las experiencias de su infancia saca a la luz las primeras experiencias eróticas y las experiencias puras de su infancia. Aquí es exactamente donde Morden está buscando el punto desde el cual podría recuperar el control de su vida.
La novela describe la visión retrospectiva de la vida del anciano narrador. La visión se agudiza por la experiencia traumática de la muerte, que deja que el mundo aparezca bajo una luz diferente. A pesar de esta nitidez, la memoria sigue siendo poco fiable. Max Morden descubre esto con horror cuando regresa a los lugares de su infancia.

Mientras observaba la realidad, la cruda y engreída realidad, tomar posesión de las cosas que recordaba y sacudirlas en la forma que más le convenía, sentí casi pánico.
John Banville: El mar, p. 133

El viaje de Max Morden al pasado combina las dos grandes experiencias de pérdida en su vida. El desvanecimiento de los recuerdos es como una repetición de la pérdida original.

"Pensé en Ana. Me obligó a pensar en ella, ese es el tipo de retiro que estoy haciendo. Está clavada en mí como un cuchillo y, sin embargo, ya estoy empezando a olvidarla. Su imagen en mi cabeza ya está empezando a desgastarse”.
John Banville: 
El mar, página 180

Banville enfatiza que el narrador Max Morden se diferencia de los personajes anteriores en que en su profundo dolor apela a la simpatía de quienes lo rodean.

### La muerte
El tema central de la novela es la muerte. No solo muere la esposa del narrador, sus dos amigos de la infancia se ahogan.

Entonces, la muerte es siempre superflua y sin motivo. Ese es el quid, siempre nos pilla desprevenidos. Bueno, el libro pedía más que esta muerte, al igual que la vida. Con la muerte de los niños quería retratar exactamente eso, la muerte no tiene sentido. Por supuesto que lo tomamos muy en serio, tiene que ser así. Pero no es grave, significa el final de ciertas criaturas, es casi accidental. Y al final, en esa última escena, donde Max, el niño, está parado en el mar y viene esta extraña ola, se pregunta si eso fue algo especial. Y él dice que no, fue solo un encogimiento de hombros del mundo indiferente.
Entrevista con Banville sobre la novela en Deutschlandradio el 25 de septiembre de 2006

Aquí, Banville se refiere explícitamente a Martin Heidegger, para quien la muerte era un momento definitorio de la existencia humana. La tremenda intensidad con la que Max Morden experimenta el mundo sólo surge de la doble experiencia de la muerte.

Tal vez toda la vida no sea más que una larga preparación para el momento de la partida.
John Banville: El mar, p. 84.

Más allá del sentido constitutivo de la muerte para la existencia humana, la novela se pregunta qué queda de las personas. Max Morden desarrolla una postura de fugacidad radical, desde la que la erótica Connie Grace se convierte en "un poco de polvo y tuétano seco". Morden ve la supervivencia en los recuerdos de los amantes como una dispersión "en la memoria de muchos", que solo dura mientras ellos siguen viviendo. No ve ninguna esperanza religiosa.

No considero la posibilidad de vida después de la muerte, ni de ninguna deidad que tenga la capacidad de concederla. Mirando el mundo que él creó, sería una falta de respeto a Dios creer en él.
John Banville: El mar, p.156.

### La pintura

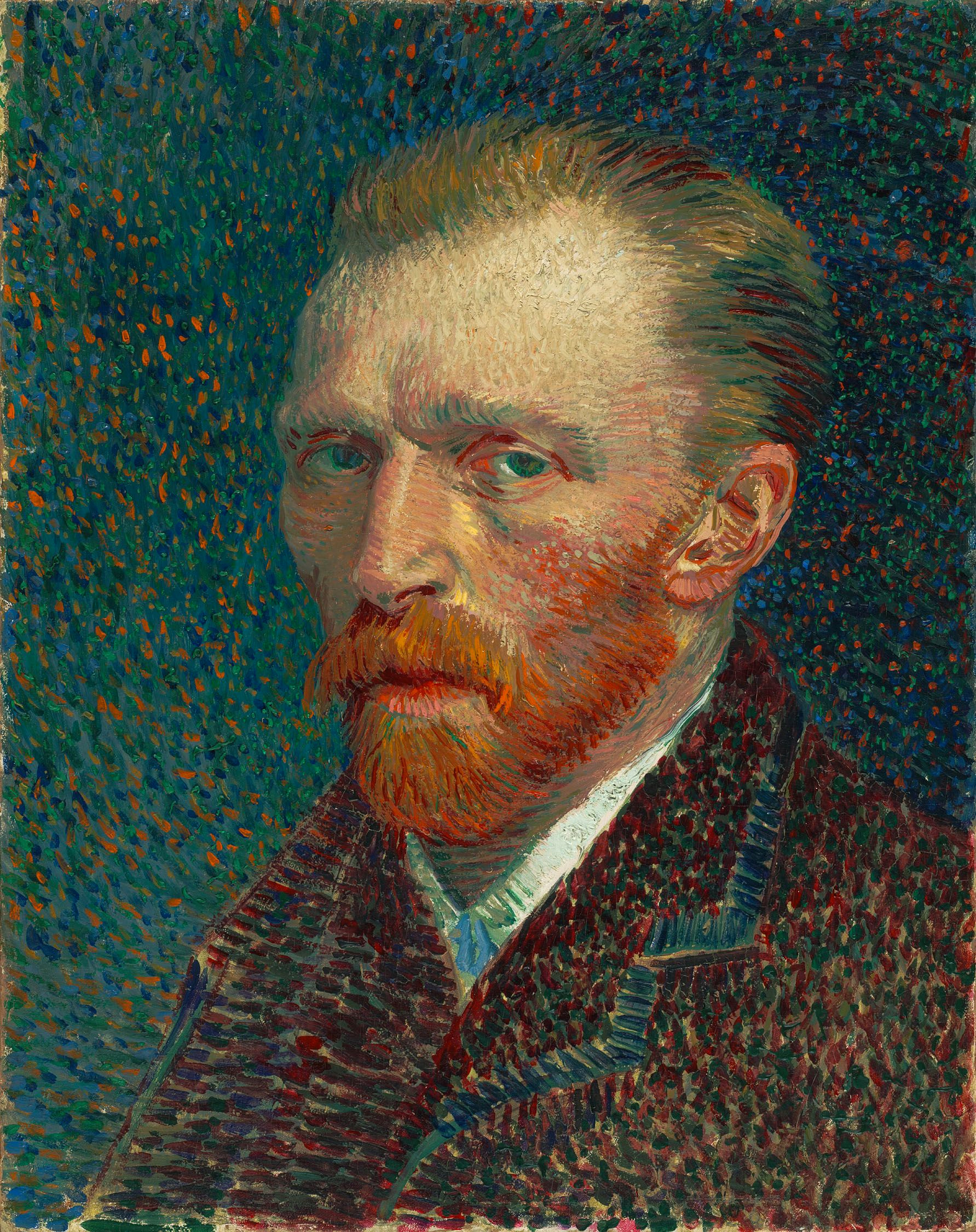
Vincent van Gogh, Autorretrato, París 1887

Según de Banville, las pinturas del francés Pierre Bonnard tuvieron una gran influencia en la novela. Bonnard pintó a su esposa una y otra vez, siempre joven, a menudo desnuda en el baño, incluso después de su muerte. Banville ve una profunda conexión con su personaje ficticio Max Morden, quien también busca en el pasado fuerza contra la pérdida de su esposa. Banville deja que Max Morden escriba sin fortuna una biografía de Bonnard. Sin embargo, la conexión con las pinturas del simbolismo francés es más profunda, e intenta lanzar una mirada igualmente intensa a los objetos en términos de lenguaje.
El autorretrato del narrador Max Morden parece haber sido moldeado por un retrato de Van Gogh:

...como si acabara de ser sumergido como castigo, frente hundida, sienes hundidas y mejillas hundidas de hambre; mira de soslayo fuera del marco, suspicaz, enojado y al mismo tiempo lleno de aprensión, como alguien que espera lo peor, y tiene todas las razones para hacerlo.
Banville, El mar, p. 110

Al igual que Van Gogh en el retrato, el narrador se deja crecer una sorpresiva barba roja en su viaje al pasado. Otros aspectos del retrato también se incluyen en el autorretrato del narrador Max Morden, la rosácea y la inflamación de los ojos, parece como si Banville hubiera comenzado a estudiar y examinar el autorretrato de van Gogh como un espejo mientras escribía el novela.
Describir el pasado también aparece como una forma de pintar porque la memoria de Max Morden crea menos imágenes en movimiento que naturalezas muertas del pasado, documentos pretéritos que se han congelado en la pintura. Las grandes experiencias del pasado no aparecen como acción re-experimentada en el tiempo, sino como una colección de fragmentos y detalles que se han congelado.

Era un hermoso, oh sí, un día de otoño realmente hermoso, todos los cobres y dorados de Bizancio bajo un cielo azul esmalte de Tiepolo, el paisaje todo barnizado y vidriado, que no se parecía en nada al original, sino más bien a su propio reflejo en la quietud del agua de un lago
John Banville: El mar, p. 42

Una imagen típica de un cuadro de un pasado helado es el retrato de la casi escultural familia Grace en un pícnic. Otra escena que recuerda a una pintura describe a Rose que le lava el cabello a Connie Grace en el jardín con agua de un viejo barril de lluvia.

Es obvio que acaba de levantarse, su rostro se ve tosco a la luz de la mañana, como una escultura que aún no ha sido pulida. Está de pie exactamente en la misma pose que la "Doncella con la jarra de leche" de Vermeer, con la cabeza y el hombro izquierdo inclinados hacia adelante, una mano ahuecada bajo el cabello de Rose que cae pesadamente, mientras que la otra se sumerge en torrentes espesos y plateados de agua que brota de una abollada lata de esmalte
John Banville: El mar, p. 185

Connie Grace es, sobre todo, quien provoca a Max Morden esos recuerdos pintados. El procesamiento literario de pinturas clásicas es un principio de diseño obvio. El vocabulario a menudo corresponde al de la descripción de una pintura. Pero Chloe y Rose, las otras dos heroínas de “el tríptico blanqueado por la sal de ese verano”, también estimulan siempre nuevas pinturas lingüísticas. Es Rose "cuya imagen está más claramente dibujada en la pared de mi memoria. Creo que es porque los dos primeros personajes de esta obra, me refiero a Chloe y su madre, son completamente mi trabajo, mientras que Rose es obra de otra mano desconocida. Sigo acercándome a las dos, a las dos Gracias, ahora a la madre, ahora a la hija, aplicando un poco de color aquí, suavizando un detalle allá…”

He admits his lack of real talent: precisely the source of his eagerness to impress by the acuity of his visual impressions. For this "middling man", everything exists to end in one of the static tableaux of which his reminiscences are made.

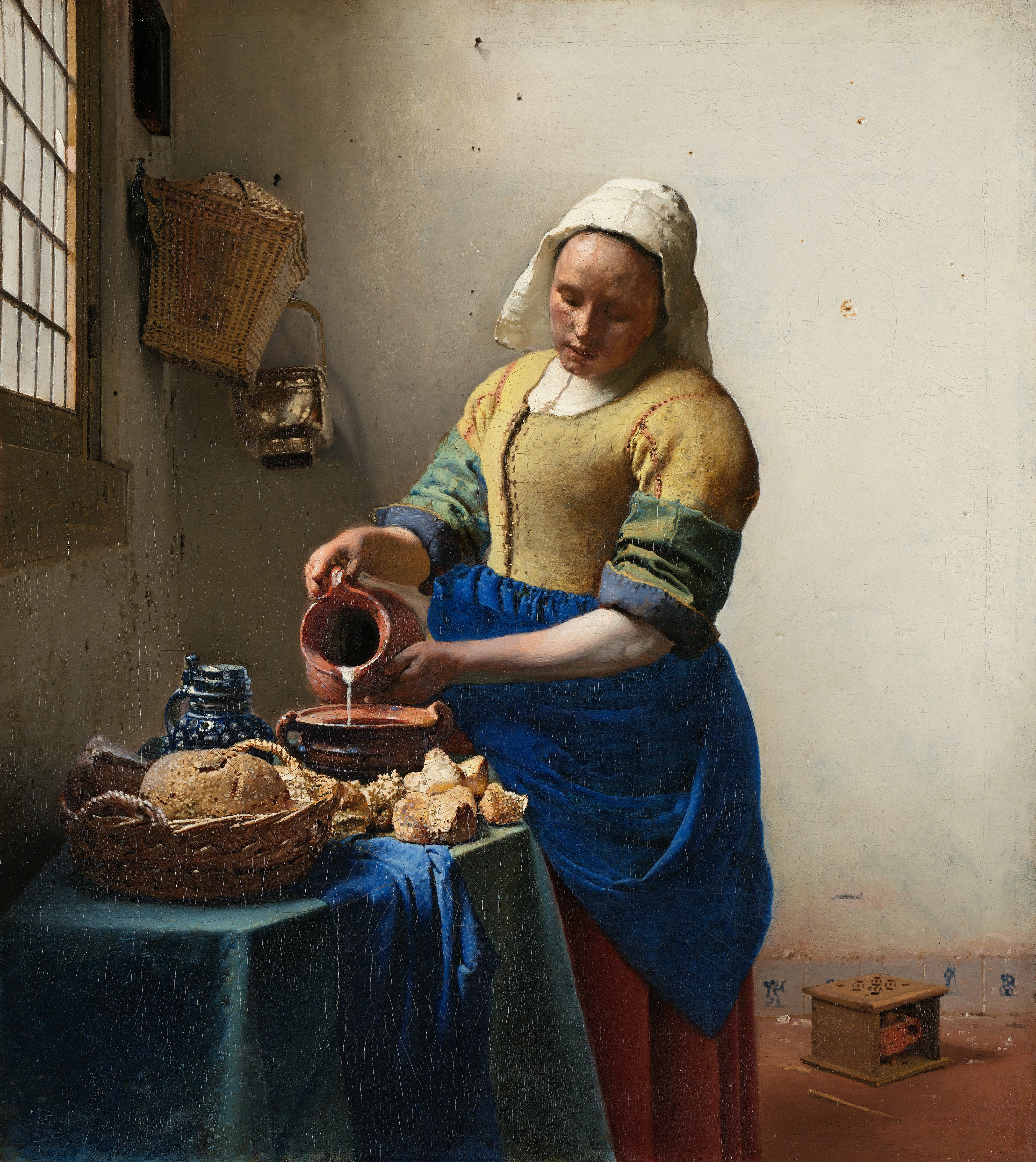
Jan Vermeer van Delft, sirviente con jarra de leche, hacia 1660

Admite su falta de verdadero talento: precisamente la fuente de su afán por impresionar por la agudeza de sus impresiones visuales. Para este "medianero", todo existe para acabar en uno de los cuadros estáticos de los que están hechas sus reminiscencias.
Brian Dillon: Fiction – On the shore, 2005

Hay muchas otras referencias a la pintura. Con su nariz aguileña, Rose le recuerda a Max un retrato tardío de Picasso, que muestra una perspectiva frontal y de perfil al mismo tiempo, a veces también piensa en una Madonna de Duccio  cuando la mira. La hija de Max Morden, con su figura desproporcionada, le recuerda uno de los dibujos de John Tenniel de Las aventuras de Alicia en el país de las maravillas.

### Referencias a la mitología

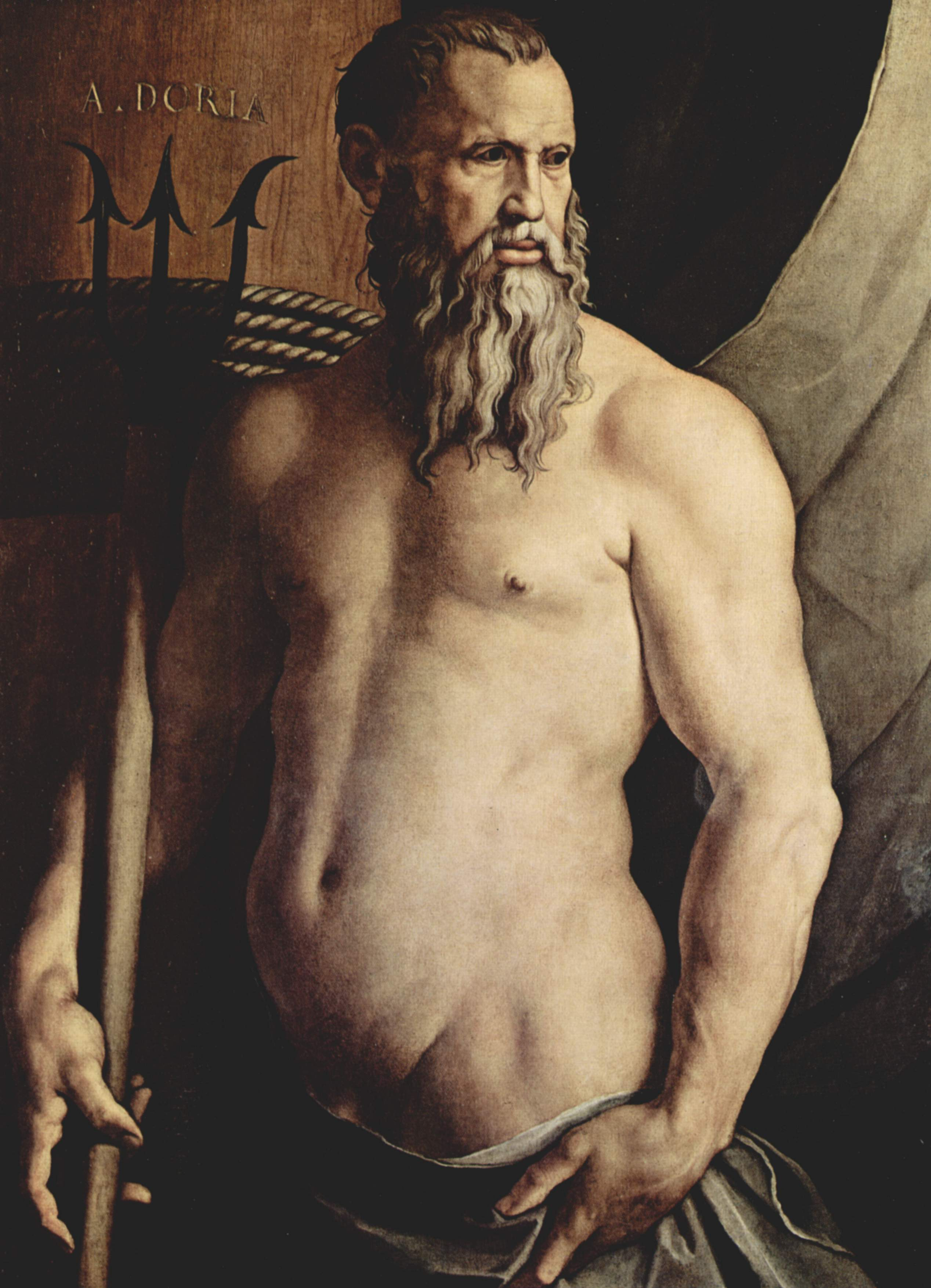
Angelo Bronzino, Poseidón

### Aspectos

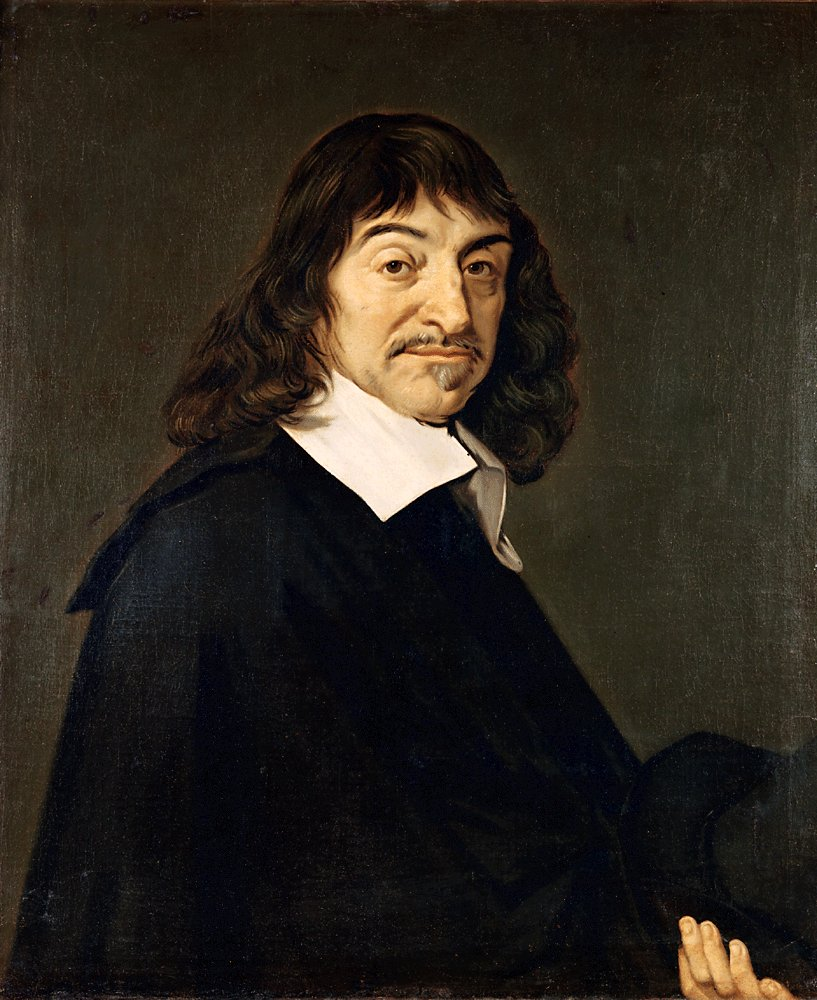
René Descartes

## Forma literaria